# Europees kampioenschap handbal vrouwen 2020
Het 14e Europees kampioenschap handbal vrouwen werd gehouden van donderdag 3 tot en met zondag 20 december 2020 in Denemarken. Oorspronkelijk zou ook in Noorwegen worden gespeeld.
Er deden zestien landen mee, waarvan er twaalf naar de tweede ronde gingen. Van die twaalf gingen er vier naar de knock-outfase.
Het toernooi zou aanvankelijk op 4 december beginnen en 17 dagen duren. Op verzoek van het organisatiecomité van Noorwegen en Denemarken is het aanvankelijke schema aangepast en is het EK met één dag verlengd, om de speelsters meer tijd te geven om te rusten. Het toernooi begon daarom al op donderdag 3 december 2020. Verder, als gevolg van de Covid pandemie, werd het volledige toernooi zonder lijfelijk aanwezig publiek gespeeld.
Het Franse damesteam won het vorige toernooi en was zodoende titelverdediger. Het toernooi werd voor de achtste keer gewonnen door Noorwegen dat Frankrijk in de finale versloeg. Het brons ging naar Kroatië dat van Denemarken won in de strijd om de derde plaats.

## Kwalificatie

### Gekwalificeerde teams
De Europese federatie EHF heeft besloten vanwege de coronapandemie de vier nog te spelen rondes in de kwalificatie te schrappen en de teams aan te wijzen op basis van de eindranking van het vorige EK, in 2018. De aangewezen teams stonden bovendien allen in de top 2 van de tussenstand van de verschillende poules.
| Land       | Gekwalificeerd als                             | Datum van kwalificatie |
| ---------- | ---------------------------------------------- | ---------------------- |
| Denemarken | Gastland                                       | 20 september 2014      |
| Noorwegen  | Ex-gastland                                    | 20 september 2014      |
| Frankrijk  | Automatisch gekwalificeerd: 1e plaats EK 2018  | 24 april 2020          |
| Rusland    | Automatisch gekwalificeerd: 2e plaats EK 2018  | 24 april 2020          |
| Nederland  | Automatisch gekwalificeerd: 3e plaats EK 2018  | 24 april 2020          |
| Roemenië   | Automatisch gekwalificeerd: 4e plaats EK 2018  | 24 april 2020          |
| Zweden     | Automatisch gekwalificeerd: 6e plaats EK 2018  | 24 april 2020          |
| Hongarije  | Automatisch gekwalificeerd: 7e plaats EK 2018  | 24 april 2020          |
| Montenegro | Automatisch gekwalificeerd: 9e plaats EK 2018  | 24 april 2020          |
| Duitsland  | Automatisch gekwalificeerd: 10e plaats EK 2018 | 24 april 2020          |
| Servië     | Automatisch gekwalificeerd: 11e plaats EK 2018 | 24 april 2020          |
| Spanje     | Automatisch gekwalificeerd: 12e plaats EK 2018 | 24 april 2020          |
| Slovenië   | Automatisch gekwalificeerd: 13e plaats EK 2018 | 24 april 2020          |
| Polen      | Automatisch gekwalificeerd: 14e plaats EK 2018 | 24 april 2020          |
| Tsjechië   | Automatisch gekwalificeerd: 15e plaats EK 2018 | 24 april 2020          |
| Kroatië    | Automatisch gekwalificeerd: 16e plaats EK 2018 | 24 april 2020          |

## Speelsteden
Na het terugtrekken van medeorganisator Noorwegen zijn de speellocaties in Noorwegen en de Deense stad Frederikshavn vervallen. Daarvoor is de Sydbank Arena te Kolding in de plaats gekomen. In Herning werden de wedstrijden voor de voorronde groep A en B, de hoofdronde groep I en de eindronde gespeeld, en in Kolding de wedstrijden voor de voorronde groep C en D en de hoofdronde groep II.
| Herning          | Kolding       | Frederikshavn | Oslo          | Stavanger             | Trondheim           |
| Jyske Bank Boxen | Sydbank Arena | Arena Nord    | Telenor Arena | Stavanger Idrettshall | Trondheim City Hall |
|                  |               |               |               |                       |                     |

## Loting
De loting vond plaats op 18 juni 2020 in Wenen, Oostenrijk.

### Potindeling
De potindeling werd bekendgemaakt op 7 mei 2020. De 16 teams zijn verdeeld in vier 'potten' op basis van de eindrangschikking van het Europees kampioenschap van 2018.
| Pot 1                                        | Pot 2                                         | Pot 3                                      | Pot 4                                   |
| -------------------------------------------- | --------------------------------------------- | ------------------------------------------ | --------------------------------------- |
| - Frankrijk - Rusland - Nederland - Roemenië | - Noorwegen - Zweden - Hongarije - Denemarken | - Montenegro - Duitsland - Servië - Spanje | - Slovenië - Polen - Tsjechië - Kroatië |

De organisatie heeft bepaald dat het gastland Denemarken in de voorronde in Herning zou spelen (groep A) en gastland Noorwegen in Kolding (Trondheim) (groep D). Daarnaast heeft de organisatie Zweden toegewezen aan groep B met speelstad Herning (Frederikshavn) en Nederland aan groep C met speelstad Kolding (Trondheim).

## Voorronde
Alle tijdstippen zijn lokaal (UTC+1).

### Groep A
| Pos | Team           | Wed | W | G | V | Ptn | DV | DT | +/− | Kwalificatie |
| --- | -------------- | --- | - | - | - | --- | -- | -- | --- | ------------ |
| 1   | Frankrijk      | 3   | 3 | 0 | 0 | 6   | 74 | 60 | +14 | Hoofdronde   |
| 2   | Denemarken (G) | 3   | 2 | 0 | 1 | 4   | 78 | 65 | +13 | Hoofdronde   |
| 3   | Montenegro     | 3   | 1 | 0 | 2 | 2   | 68 | 77 | −9  | Hoofdronde   |
| 4   | Slovenië       | 3   | 0 | 0 | 3 | 0   | 65 | 83 | −18 |              |

| 4 december 2020 18:15 | Frankrijk      | 24–23   | Montenegro              | Jyske Bank Boxen, Herning Scheidsrechters: V. Sá, M. Sá (POR) |
| 4 december 2020 18:15 | vier spelers 3 | (11–12) | Mehmedović, Radičević 5 | Jyske Bank Boxen, Herning Scheidsrechters: V. Sá, M. Sá (POR) |
| 4 december 2020 18:15 | 1×             | verslag | 6×                      | Jyske Bank Boxen, Herning Scheidsrechters: V. Sá, M. Sá (POR) |

| 4 december 2020 20:30 | Denemarken | 30–23   | Slovenië           | Jyske Bank Boxen, Herning Scheidsrechters: Antić, Jakovljević (SRB) |
| 4 december 2020 20:30 | Nolsøe 6   | (14–12) | Lazović, Ljepoja 5 | Jyske Bank Boxen, Herning Scheidsrechters: Antić, Jakovljević (SRB) |
| 4 december 2020 20:30 | 1× 5×      | verslag | 2× 5×              | Jyske Bank Boxen, Herning Scheidsrechters: Antić, Jakovljević (SRB) |

| 6 december 2020 18:15 | Slovenië        | 17–27   | Frankrijk              | Jyske Bank Boxen, Herning Scheidsrechters: Christidi, Papamattheou (GRE) |
| 6 december 2020 18:15 | Gros, Lazović 4 | (6–12)  | Lacrabère, Nze Minko 7 | Jyske Bank Boxen, Herning Scheidsrechters: Christidi, Papamattheou (GRE) |
| 6 december 2020 18:15 | 5×              | verslag | 1× 8×                  | Jyske Bank Boxen, Herning Scheidsrechters: Christidi, Papamattheou (GRE) |

| 6 december 2020 20:30 | Montenegro             | 19–28   | Denemarken     | Jyske Bank Boxen, Herning Scheidsrechters: Năstase, Stancu (ROU) |
| 6 december 2020 20:30 | Radičević, Ramusović 4 | (11–13) | drie spelers 4 | Jyske Bank Boxen, Herning Scheidsrechters: Năstase, Stancu (ROU) |
| 6 december 2020 20:30 | 1×                     | verslag | 2×             | Jyske Bank Boxen, Herning Scheidsrechters: Năstase, Stancu (ROU) |

| 8 december 2020 18:15 | Montenegro  | 26–25   | Slovenië | Jyske Bank Boxen, Herning Scheidsrechters: M. Sá, V. Sá (POR) |
| 8 december 2020 18:15 | Radičević 9 | (15–9)  | Gros 7   | Jyske Bank Boxen, Herning Scheidsrechters: M. Sá, V. Sá (POR) |
| 8 december 2020 18:15 | 2×          | verslag | 2×       | Jyske Bank Boxen, Herning Scheidsrechters: M. Sá, V. Sá (POR) |

| 8 december 2020 20:30 | Frankrijk      | 23–20   | Denemarken     | Jyske Bank Boxen, Herning Scheidsrechters: Năstase, Stancu (ROU) |
| 8 december 2020 20:30 | Kanor, Zaadi 5 | (12–11) | drie spelers 4 | Jyske Bank Boxen, Herning Scheidsrechters: Năstase, Stancu (ROU) |
| 8 december 2020 20:30 | 1× 4×          | verslag | 1× 2×          | Jyske Bank Boxen, Herning Scheidsrechters: Năstase, Stancu (ROU) |

### Groep B
| Pos | Team     | Wed | W | G | V | Ptn | DV | DT | +/− | Kwalificatie |
| --- | -------- | --- | - | - | - | --- | -- | -- | --- | ------------ |
| 1   | Rusland  | 3   | 3 | 0 | 0 | 6   | 85 | 70 | +15 | Hoofdronde   |
| 2   | Zweden   | 3   | 1 | 1 | 1 | 3   | 76 | 76 | 0   | Hoofdronde   |
| 3   | Spanje   | 3   | 1 | 1 | 1 | 3   | 72 | 78 | −6  | Hoofdronde   |
| 4   | Tsjechië | 3   | 0 | 0 | 3 | 0   | 69 | 78 | −9  |              |

1. 1 2  Spanje 23–23 Zweden; dus doelsaldo, Zweden 0; Spanje −6

| 3 december 2020 18:15 | Rusland        | 31–22   | Spanje         | Jyske Bank Boxen, Herning Scheidsrechters: Năstase, Stancu (ROU) |
| 3 december 2020 18:15 | vier spelers 4 | (13–11) | drie spelers 4 | Jyske Bank Boxen, Herning Scheidsrechters: Năstase, Stancu (ROU) |
| 3 december 2020 18:15 | 2× 3×          | verslag | 1× 6×          | Jyske Bank Boxen, Herning Scheidsrechters: Năstase, Stancu (ROU) |

| 3 december 2020 20:30 | Zweden  | 27–23   | Tsjechië    | Jyske Bank Boxen, Herning Scheidsrechters: Antić, Jakovljević (SRB) |
| 3 december 2020 20:30 | Blohm 5 | (13–13) | Jeřábková 8 | Jyske Bank Boxen, Herning Scheidsrechters: Antić, Jakovljević (SRB) |
| 3 december 2020 20:30 | 1× 7×   | verslag | 4×          | Jyske Bank Boxen, Herning Scheidsrechters: Antić, Jakovljević (SRB) |

| 5 december 2020 18:15 | Tsjechië    | 22–24   | Rusland        | Jyske Bank Boxen, Herning Scheidsrechters: M. Sá, V. Sá (POR) |
| 5 december 2020 18:15 | Jeřábková 6 | (13–15) | vier spelers 3 | Jyske Bank Boxen, Herning Scheidsrechters: M. Sá, V. Sá (POR) |
| 5 december 2020 18:15 | 2× 3×       | verslag | 1× 3×          | Jyske Bank Boxen, Herning Scheidsrechters: M. Sá, V. Sá (POR) |

| 5 december 2020 20:30 | Spanje   | 23–23   | Zweden   | Jyske Bank Boxen, Herning Scheidsrechters: Năstase, Stancu (ROU) |
| 5 december 2020 20:30 | Pena 6   | (13–10) | Petrén 8 | Jyske Bank Boxen, Herning Scheidsrechters: Năstase, Stancu (ROU) |
| 5 december 2020 20:30 | 2× 4× 1× | verslag | 1× 5×    | Jyske Bank Boxen, Herning Scheidsrechters: Năstase, Stancu (ROU) |

| 7 december 2020 18:15 | Spanje    | 27–24   | Tsjechië    | Jyske Bank Boxen, Herning Scheidsrechters: Antić, Jakovljević (SRB) |
| 7 december 2020 18:15 | Martín 12 | (11–16) | Jeřábková 8 | Jyske Bank Boxen, Herning Scheidsrechters: Antić, Jakovljević (SRB) |
| 7 december 2020 18:15 | 1× 4×     | verslag | 2× 3×       | Jyske Bank Boxen, Herning Scheidsrechters: Antić, Jakovljević (SRB) |

| 7 december 2020 20:30 | Rusland     | 30–26   | Zweden            | Jyske Bank Boxen, Herning Scheidsrechters: Christidi, Papamattheou (GRE) |
| 7 december 2020 20:30 | Dmitrieva 6 | (15–13) | Thorleifsdóttir 6 | Jyske Bank Boxen, Herning Scheidsrechters: Christidi, Papamattheou (GRE) |
| 7 december 2020 20:30 | 4×          | verslag | 4× 1×             | Jyske Bank Boxen, Herning Scheidsrechters: Christidi, Papamattheou (GRE) |

### Groep C
| Pos | Team      | Wed | W | G | V | Ptn | DV | DT | +/− | Kwalificatie |
| --- | --------- | --- | - | - | - | --- | -- | -- | --- | ------------ |
| 1   | Kroatië   | 3   | 3 | 0 | 0 | 6   | 76 | 71 | +5  | Hoofdronde   |
| 2   | Hongarije | 3   | 1 | 0 | 2 | 2   | 84 | 78 | +6  | Hoofdronde   |
| 3   | Nederland | 3   | 1 | 0 | 2 | 2   | 78 | 80 | −2  | Hoofdronde   |
| 4   | Servië    | 3   | 1 | 0 | 2 | 2   | 79 | 88 | −9  |              |

1. 1 2 3  Hongarije 2 Ptn, +8 DS; Nederland 2 Ptn, 0 DS; Servië 2 Ptn, −8 DS

| 4 december 2020 18:15 | Hongarije | 22–24   | Kroatië     | Sydbank Arena, Kolding Scheidsrechters: Mitrović, Kažanegra (MNE) |
| 4 december 2020 18:15 | Klujber 9 | (12–12) | Mičijević 4 | Sydbank Arena, Kolding Scheidsrechters: Mitrović, Kažanegra (MNE) |
| 4 december 2020 18:15 | 1× 6×     | verslag | 3×          | Sydbank Arena, Kolding Scheidsrechters: Mitrović, Kažanegra (MNE) |

| 5 december 2020 20:30 | Nederland | 25–29   | Servië          | Sydbank Arena, Kolding Scheidsrechters: Alpaidze, Berezkina (RUS) |
| 5 december 2020 20:30 | Snelder 5 | (15–9)  | Krpež Šlezak 10 | Sydbank Arena, Kolding Scheidsrechters: Alpaidze, Berezkina (RUS) |
| 5 december 2020 20:30 | 1× 4×     | verslag | 1×              | Sydbank Arena, Kolding Scheidsrechters: Alpaidze, Berezkina (RUS) |

| 6 december 2020 16:00 | Servië          | 26–38   | Hongarije | Sydbank Arena, Kolding Scheidsrechters: C. Bonaventura, J. Bonaventura (FRA) |
| 6 december 2020 16:00 | Radosavljević 5 | (11–20) | Zácsik 10 | Sydbank Arena, Kolding Scheidsrechters: C. Bonaventura, J. Bonaventura (FRA) |
| 6 december 2020 16:00 | 3×              | verslag | 1×        | Sydbank Arena, Kolding Scheidsrechters: C. Bonaventura, J. Bonaventura (FRA) |

| 6 december 2020 18:15 | Kroatië     | 27–25   | Nederland         | Sydbank Arena, Kolding Scheidsrechters: Christiansen, Hansen (DEN) |
| 6 december 2020 18:15 | L. Kalaus 9 | (13–14) | Abbingh, Dulfer 5 | Sydbank Arena, Kolding Scheidsrechters: Christiansen, Hansen (DEN) |
| 6 december 2020 18:15 | 1× 4×       | verslag | 3× 4×             | Sydbank Arena, Kolding Scheidsrechters: Christiansen, Hansen (DEN) |

| 8 december 2020 18:15 | Servië         | 24–25   | Kroatië  | Sydbank Arena, Kolding Scheidsrechters: Christiansen, Hansen (DEN) |
| 8 december 2020 18:15 | Krpež Šlezak 5 | (14–14) | Krsnik 6 | Sydbank Arena, Kolding Scheidsrechters: Christiansen, Hansen (DEN) |
| 8 december 2020 18:15 | 1× 3×          | verslag | 2× 4× 2× | Sydbank Arena, Kolding Scheidsrechters: Christiansen, Hansen (DEN) |

| 8 december 2020 20:30 | Nederland | 28–24   | Hongarije      | Sydbank Arena, Kolding Scheidsrechters: C. Bonaventura, J. Bonaventura (FRA) |
| 8 december 2020 20:30 | Dulfer 8  | (13–15) | drie spelers 4 | Sydbank Arena, Kolding Scheidsrechters: C. Bonaventura, J. Bonaventura (FRA) |
| 8 december 2020 20:30 | 1× 2×     | verslag | 1×             | Sydbank Arena, Kolding Scheidsrechters: C. Bonaventura, J. Bonaventura (FRA) |

1. ↑  De wedstrijd stond oorspronkelijk gepland voor 4 december 2020, maar werd uitgesteld na een positieve COVID-19 test van een Servische speelster.[9]

### Groep D
| Pos | Team      | Wed | W | G | V | Ptn | DV  | DT | +/− | Kwalificatie |
| --- | --------- | --- | - | - | - | --- | --- | -- | --- | ------------ |
| 1   | Noorwegen | 3   | 3 | 0 | 0 | 6   | 105 | 65 | +40 | Hoofdronde   |
| 2   | Duitsland | 3   | 1 | 1 | 1 | 3   | 66  | 82 | −16 | Hoofdronde   |
| 3   | Roemenië  | 3   | 1 | 0 | 2 | 2   | 67  | 74 | −7  | Hoofdronde   |
| 4   | Polen     | 3   | 0 | 1 | 2 | 1   | 67  | 84 | −17 |              |

| 3 december 2020 18:00 | Roemenië | 19–22   | Duitsland      | Sydbank Arena, Kolding Scheidsrechters: J. Bonaventura, C. Bonaventura (FRA) |
| 3 december 2020 18:00 | Neagu 4  | (10–13) | drie spelers 4 | Sydbank Arena, Kolding Scheidsrechters: J. Bonaventura, C. Bonaventura (FRA) |
| 3 december 2020 18:00 | 1× 6×    | verslag | 1× 2×          | Sydbank Arena, Kolding Scheidsrechters: J. Bonaventura, C. Bonaventura (FRA) |

| 3 december 2020 20:30 | Noorwegen       | 35–22   | Polen  | Sydbank Arena, Kolding Scheidsrechters: Christidi, Papamattheou (GRE) |
| 3 december 2020 20:30 | Mørk, Reistad 6 | (17–13) | Gęga 6 | Sydbank Arena, Kolding Scheidsrechters: Christidi, Papamattheou (GRE) |
| 3 december 2020 20:30 | 6×              | verslag | 3× 6×  | Sydbank Arena, Kolding Scheidsrechters: Christidi, Papamattheou (GRE) |

| 5 december 2020 16:00 | Polen    | 24–28   | Roemenië | Sydbank Arena, Kolding Scheidsrechters: Christiansen, Hansen (DEN) |
| 5 december 2020 16:00 | Rosiak 7 | (15–11) | Neagu 8  | Sydbank Arena, Kolding Scheidsrechters: Christiansen, Hansen (DEN) |
| 5 december 2020 16:00 | 1× 3×    | verslag | 2×       | Sydbank Arena, Kolding Scheidsrechters: Christiansen, Hansen (DEN) |

| 5 december 2020 18:15 | Duitsland     | 23–42   | Noorwegen | Sydbank Arena, Kolding Scheidsrechters: Mitrović, Kažanegra (MNE) |
| 5 december 2020 18:15 | Bölk, Smits 4 | (14–22) | Mørk 12   | Sydbank Arena, Kolding Scheidsrechters: Mitrović, Kažanegra (MNE) |
| 5 december 2020 18:15 | 5×            | verslag | 1× 3×     | Sydbank Arena, Kolding Scheidsrechters: Mitrović, Kažanegra (MNE) |

| 7 december 2020 18:15 | Duitsland | 21–21   | Polen    | Sydbank Arena, Kolding Scheidsrechters: Alpaidze, Berezkina (RUS) |
| 7 december 2020 18:15 | Zapf 4    | (9–8)   | Rosiak 4 | Sydbank Arena, Kolding Scheidsrechters: Alpaidze, Berezkina (RUS) |
| 7 december 2020 18:15 | 1× 6×     | verslag | 1× 3×    | Sydbank Arena, Kolding Scheidsrechters: Alpaidze, Berezkina (RUS) |

| 7 december 2020 20:30 | Roemenië | 20–28   | Noorwegen | Sydbank Arena, Kolding Scheidsrechters: Mitrović, Kažanegra (MNE) |
| 7 december 2020 20:30 | Ostase 6 | (13–13) | Herrem 6  | Sydbank Arena, Kolding Scheidsrechters: Mitrović, Kažanegra (MNE) |
| 7 december 2020 20:30 | 3×       | verslag | 2×        | Sydbank Arena, Kolding Scheidsrechters: Mitrović, Kažanegra (MNE) |

## Hoofdronde

### Groep I
In groep I spelen de eerste drie landen uit de groepen A en B. De onderlinge resultaten uit de voorronde blijven staan.
| Pos | Team           | Wed | W | G | V | Ptn | DV  | DT  | +/− | Kwalificatie              |
| --- | -------------- | --- | - | - | - | --- | --- | --- | --- | ------------------------- |
| 1   | Frankrijk      | 5   | 4 | 1 | 0 | 9   | 132 | 121 | +11 | Halve finales             |
| 2   | Denemarken (G) | 5   | 4 | 0 | 1 | 8   | 136 | 111 | +25 | Halve finales             |
| 3   | Rusland        | 5   | 3 | 1 | 1 | 7   | 136 | 129 | +7  | Wedstrijd om 5e/6e plaats |
| 4   | Montenegro     | 5   | 1 | 1 | 3 | 3   | 122 | 127 | −5  |                           |
| 5   | Spanje         | 5   | 0 | 2 | 3 | 2   | 120 | 140 | −20 |                           |
| 6   | Zweden         | 5   | 0 | 1 | 4 | 1   | 121 | 139 | −18 |                           |

| 10 december 2020 18:15 | Montenegro   | 23–24   | Rusland        | Jyske Bank Boxen, Herning Scheidsrechters: Antić, Jakovljević (SRB) |
| 10 december 2020 18:15 | Despotović 7 | (13–13) | drie spelers 4 | Jyske Bank Boxen, Herning Scheidsrechters: Antić, Jakovljević (SRB) |
| 10 december 2020 18:15 | 1× 3×        | verslag | 1× 3×          | Jyske Bank Boxen, Herning Scheidsrechters: Antić, Jakovljević (SRB) |

| 10 december 2020 20:30 | Frankrijk   | 26–25   | Spanje   | Jyske Bank Boxen, Herning Scheidsrechters: Lidacka, Lesiak (POL) |
| 10 december 2020 20:30 | Lacrabère 5 | (16–10) | Martín 9 | Jyske Bank Boxen, Herning Scheidsrechters: Lidacka, Lesiak (POL) |
| 10 december 2020 20:30 | 1× 3×       | verslag | 1× 3×    | Jyske Bank Boxen, Herning Scheidsrechters: Lidacka, Lesiak (POL) |

| 11 december 2020 18:15 | Frankrijk                   | 28–28   | Rusland        | Jyske Bank Boxen, Herning Scheidsrechters: M. Sá, V. Sá (POR) |
| 11 december 2020 18:15 | Nze Minko, Sercien-Ugolin 5 | (16–19) | drie spelers 5 | Jyske Bank Boxen, Herning Scheidsrechters: M. Sá, V. Sá (POR) |
| 11 december 2020 18:15 | 2× 5×                       | verslag | 3× 4×          | Jyske Bank Boxen, Herning Scheidsrechters: M. Sá, V. Sá (POR) |

| 11 december 2020 20:30 | Denemarken | 24–22   | Zweden            | Jyske Bank Boxen, Herning Scheidsrechters: Kijauskaitė, Žalienė (LTU) |
| 11 december 2020 20:30 | Tranborg 6 | (13–12) | Thorleifsdóttir 4 | Jyske Bank Boxen, Herning Scheidsrechters: Kijauskaitė, Žalienė (LTU) |
| 11 december 2020 20:30 | 1× 5×      | verslag | 1× 5×             | Jyske Bank Boxen, Herning Scheidsrechters: Kijauskaitė, Žalienė (LTU) |

| 13 december 2020 18:15 | Montenegro   | 31–25   | Zweden  | Jyske Bank Boxen, Herning Scheidsrechters: Lidacka, Lesiak (POL) |
| 13 december 2020 18:15 | Radičević 11 | (16–10) | Blohm 8 | Jyske Bank Boxen, Herning Scheidsrechters: Lidacka, Lesiak (POL) |
| 13 december 2020 18:15 | 2× 3×        | verslag | 3×      | Jyske Bank Boxen, Herning Scheidsrechters: Lidacka, Lesiak (POL) |

| 13 december 2020 20:30 | Denemarken | 34–24   | Spanje      | Jyske Bank Boxen, Herning Scheidsrechters: Năstase, Stancu (ROU) |
| 13 december 2020 20:30 | Rej 6      | (17–10) | Fernández 4 | Jyske Bank Boxen, Herning Scheidsrechters: Năstase, Stancu (ROU) |
| 13 december 2020 20:30 | 4×         | verslag | 4×          | Jyske Bank Boxen, Herning Scheidsrechters: Năstase, Stancu (ROU) |

| 15 december 2020 16:00 | Montenegro  | 26–26   | Spanje | Jyske Bank Boxen, Herning Scheidsrechters: Kijauskaitė, Žalienė (LTU) |
| 15 december 2020 16:00 | Radičević 7 | (11–17) | Pena 6 | Jyske Bank Boxen, Herning Scheidsrechters: Kijauskaitė, Žalienė (LTU) |
| 15 december 2020 16:00 | 1× 2×       | verslag | 1× 3×  | Jyske Bank Boxen, Herning Scheidsrechters: Kijauskaitė, Žalienė (LTU) |

| 15 december 2020 18:15 | Frankrijk   | 31–25   | Zweden    | Jyske Bank Boxen, Herning Scheidsrechters: Antić, Jakovljević (SRB) |
| 15 december 2020 18:15 | Nze Minko 6 | (14–14) | Gulldén 5 | Jyske Bank Boxen, Herning Scheidsrechters: Antić, Jakovljević (SRB) |
| 15 december 2020 18:15 | 1×          | verslag | 2× 1×     | Jyske Bank Boxen, Herning Scheidsrechters: Antić, Jakovljević (SRB) |

| 15 december 2020 20:30 | Denemarken | 30–23   | Rusland     | Jyske Bank Boxen, Herning Scheidsrechters: Mitrović, Kažanegra (MNE) |
| 15 december 2020 20:30 | Højlund 7  | (13–9)  | Dmitrieva 9 | Jyske Bank Boxen, Herning Scheidsrechters: Mitrović, Kažanegra (MNE) |
| 15 december 2020 20:30 | 2×         | verslag | 4×          | Jyske Bank Boxen, Herning Scheidsrechters: Mitrović, Kažanegra (MNE) |

### Groep II
In groep II spelen de eerste drie landen uit de groepen C en D. De onderlinge resultaten uit de voorronde blijven staan.
| Pos | Team      | Wed | W | G | V | Ptn | DV  | DT  | +/− | Kwalificatie              |
| --- | --------- | --- | - | - | - | --- | --- | --- | --- | ------------------------- |
| 1   | Noorwegen | 5   | 5 | 0 | 0 | 10  | 170 | 114 | +56 | Halve finales             |
| 2   | Kroatië   | 5   | 4 | 0 | 1 | 8   | 124 | 123 | +1  | Halve finales             |
| 3   | Nederland | 5   | 3 | 0 | 2 | 6   | 141 | 134 | +7  | Wedstrijd om 5e/6e plaats |
| 4   | Duitsland | 5   | 2 | 0 | 3 | 4   | 124 | 137 | −13 |                           |
| 5   | Hongarije | 5   | 1 | 0 | 4 | 2   | 118 | 140 | −22 |                           |
| 6   | Roemenië  | 5   | 0 | 0 | 5 | 0   | 107 | 136 | −29 |                           |

| 10 december 2020 18:15 | Kroatië    | 25–20   | Roemenië | Sydbank Arena, Kolding Scheidsrechters: Alpaidze, Berezkina (RUS) |
| 10 december 2020 18:15 | Blažević 7 | (14–10) | Neagu 6  | Sydbank Arena, Kolding Scheidsrechters: Alpaidze, Berezkina (RUS) |
| 10 december 2020 18:15 | 1× 4×      | verslag | 1× 2×    | Sydbank Arena, Kolding Scheidsrechters: Alpaidze, Berezkina (RUS) |

| 10 december 2020 20:30 | Nederland   | 25–32   | Noorwegen | Sydbank Arena, Kolding Scheidsrechters: Christidi, Papamattheou (GRE) |
| 10 december 2020 20:30 | Malestein 5 | (10–16) | Mørk 8    | Sydbank Arena, Kolding Scheidsrechters: Christidi, Papamattheou (GRE) |
| 10 december 2020 20:30 | 4× 5×       | verslag | 1× 2×     | Sydbank Arena, Kolding Scheidsrechters: Christidi, Papamattheou (GRE) |

| 12 december 2020 16:00 | Hongarije | 25–32   | Duitsland | Sydbank Arena, Kolding Scheidsrechters: Christiansen, Hansen (DEN) |
| 12 december 2020 16:00 | Klujber 8 | (11–13) | Bölk 5    | Sydbank Arena, Kolding Scheidsrechters: Christiansen, Hansen (DEN) |
| 12 december 2020 16:00 | 1×        | verslag | 3×        | Sydbank Arena, Kolding Scheidsrechters: Christiansen, Hansen (DEN) |

| 12 december 2020 18:15 | Kroatië     | 25–36   | Noorwegen | Sydbank Arena, Kolding Scheidsrechters: C. Bonaventura, J. Bonaventura (FRA) |
| 12 december 2020 18:15 | Mičijević 7 | (14–15) | Reistad 7 | Sydbank Arena, Kolding Scheidsrechters: C. Bonaventura, J. Bonaventura (FRA) |
| 12 december 2020 18:15 | 1× 5×       | verslag |           | Sydbank Arena, Kolding Scheidsrechters: C. Bonaventura, J. Bonaventura (FRA) |

| 14 december 2020 18:15 | Nederland | 28–27   | Duitsland                | Sydbank Arena, Kolding Scheidsrechters: Alpaidze, Berezkina (RUS) |
| 14 december 2020 18:15 | Abbingh 8 | (14–15) | Behnke, Naidzinavicius 4 | Sydbank Arena, Kolding Scheidsrechters: Alpaidze, Berezkina (RUS) |
| 14 december 2020 18:15 | 1×        | verslag | 1× 6×                    | Sydbank Arena, Kolding Scheidsrechters: Alpaidze, Berezkina (RUS) |

| 14 december 2020 20:30 | Hongarije | 26–24   | Roemenië | Sydbank Arena, Kolding Scheidsrechters: Mitrović, Kažanegra (MNE) |
| 14 december 2020 20:30 | Schatzl 7 | (13–14) | Ostase 8 | Sydbank Arena, Kolding Scheidsrechters: Mitrović, Kažanegra (MNE) |
| 14 december 2020 20:30 | 1× 2×     | verslag | 3×       | Sydbank Arena, Kolding Scheidsrechters: Mitrović, Kažanegra (MNE) |

| 15 december 2020 16:00 | Nederland      | 35–24   | Roemenië | Sydbank Arena, Kolding Scheidsrechters: M. Sá, V. Sá (POR) |
| 15 december 2020 16:00 | Van Wetering 8 | (16–12) | Laslo 7  | Sydbank Arena, Kolding Scheidsrechters: M. Sá, V. Sá (POR) |
| 15 december 2020 16:00 | 1× 3×          | verslag | 2× 1×    | Sydbank Arena, Kolding Scheidsrechters: M. Sá, V. Sá (POR) |

| 15 december 2020 18:15 | Kroatië   | 23–20   | Duitsland | Sydbank Arena, Kolding Scheidsrechters: Christiansen, Hansen (DEN) |
| 15 december 2020 18:15 | Debelić 6 | (12–12) | Maidhof 9 | Sydbank Arena, Kolding Scheidsrechters: Christiansen, Hansen (DEN) |
| 15 december 2020 18:15 | 1× 5×     | verslag | 1× 5×     | Sydbank Arena, Kolding Scheidsrechters: Christiansen, Hansen (DEN) |

| 15 december 2020 20:30 | Hongarije   | 21–32   | Noorwegen | Sydbank Arena, Kolding Scheidsrechters: Christidi, Papamattheou (GRE) |
| 15 december 2020 20:30 | Kovacsics 7 | (9–17)  | Mørk 7    | Sydbank Arena, Kolding Scheidsrechters: Christidi, Papamattheou (GRE) |
| 15 december 2020 20:30 | 3×          | verslag | 1×        | Sydbank Arena, Kolding Scheidsrechters: Christidi, Papamattheou (GRE) |

## Eindronde

### Schema
|  | Halve finale     | Halve finale |                  |    | Finale | Finale |
|  |                  |              |                  |    |        |        |
|  | 18 december 2020 |              |                  |    |        |        |
|  |                  |              |                  |    |        |        |
|  | Frankrijk        | 30           |                  |    |        |        |
|  | Frankrijk        | 30           | 20 december 2020 |    |        |        |
|  | Kroatië          | 19           |                  |    |        |        |
|  | Kroatië          | 19           | Frankrijk        | 20 |        |        |
|  | 18 december 2020 |              | Frankrijk        | 20 |        |        |
|  |                  | Noorwegen    | 22               |    |        |        |
|  | Noorwegen        | Noorwegen    | 22               | 27 |        |        |
|  | Noorwegen        |              |                  | 27 |        |        |
|  | Denemarken       | 24           |                  |    |        |        |
|  | Denemarken       | 24           | Troostfinale     |    |        |        |
|  |                  |              |                  |    |        |        |
|  | 20 december 2020 |              |                  |    |        |        |
|  |                  |              |                  |    |        |        |
|  | Kroatië          | 25           |                  |    |        |        |
|  | Kroatië          | 25           |                  |    |        |        |
|  | Denemarken       | 19           |                  |    |        |        |

### Wedstrijd om 5e/6e plaats
| 18 december 2020 15:30 | Rusland     | 33–27   | Nederland  | Jyske Bank Boxen, Herning Scheidsrechters: M. Sá, V. Sá (POR) |
| 18 december 2020 15:30 | Vedekhina 6 | (18–13) | Abbingh 10 | Jyske Bank Boxen, Herning Scheidsrechters: M. Sá, V. Sá (POR) |
| 18 december 2020 15:30 | 2× 3×       | verslag | 2× 3×      | Jyske Bank Boxen, Herning Scheidsrechters: M. Sá, V. Sá (POR) |

### Halve finales
| 18 december 2020 18:00 | Frankrijk      | 30–19   | Kroatië        | Jyske Bank Boxen, Herning Scheidsrechters: Christiansen, Hansen (DEN) |
| 18 december 2020 18:00 | vier spelers 4 | (15–5)  | drie spelers 3 | Jyske Bank Boxen, Herning Scheidsrechters: Christiansen, Hansen (DEN) |
| 18 december 2020 18:00 | 1×             | verslag | 1× 2×          | Jyske Bank Boxen, Herning Scheidsrechters: Christiansen, Hansen (DEN) |

| 18 december 2020 20:30 | Noorwegen | 27–24   | Denemarken | Jyske Bank Boxen, Herning Scheidsrechters: Năstase, Stancu (ROU) |
| 18 december 2020 20:30 | Mørk 6    | (10–13) | Rej 7      | Jyske Bank Boxen, Herning Scheidsrechters: Năstase, Stancu (ROU) |
| 18 december 2020 20:30 | 1×        | verslag | 2× 3×      | Jyske Bank Boxen, Herning Scheidsrechters: Năstase, Stancu (ROU) |

### Wedstrijd om 3e/4e plaats
| 20 december 2020 15:30 | Kroatië          | 25–19   | Denemarken               | Jyske Bank Boxen, Herning Scheidsrechters: Mitrović, Kažanegra (MNE) |
| 20 december 2020 15:30 | Ježić, Posavec 5 | (11–11) | A. M. Hansen, Tranborg 4 | Jyske Bank Boxen, Herning Scheidsrechters: Mitrović, Kažanegra (MNE) |
| 20 december 2020 15:30 | 1×               | verslag | 1× 2×                    | Jyske Bank Boxen, Herning Scheidsrechters: Mitrović, Kažanegra (MNE) |

### Finale
| 20 december 2020 18:00 | Frankrijk | 20–22   | Noorwegen      | Jyske Bank Boxen, Herning Scheidsrechters: Alpaidze, Berezkina (RUS) |
| 20 december 2020 18:00 | Foppa 5   | (10–14) | drie spelers 4 | Jyske Bank Boxen, Herning Scheidsrechters: Alpaidze, Berezkina (RUS) |
| 20 december 2020 18:00 | 3× 1×     | verslag | 3×             | Jyske Bank Boxen, Herning Scheidsrechters: Alpaidze, Berezkina (RUS) |

## Eindrangschikking en onderscheidingen

### Eindrangschikking
| Rang | Ploeg      |
| ---- | ---------- |
|      | Noorwegen  |
|      | Frankrijk  |
|      | Kroatië    |
| 4    | Denemarken |
| 5    | Rusland    |
| 6    | Nederland  |
| 7    | Duitsland  |
| 8    | Montenegro |
| 9    | Spanje     |
| 10   | Hongarije  |
| 11   | Zweden     |
| 12   | Roemenië   |
| 13   | Servië     |
| 14   | Polen      |
| 15   | Tsjechië   |
| 16   | Slovenië   |

|  | Gekwalificeerd voor het wereldkampioenschap 2021.                     |
|  | Gekwalificeerd voor het wereldkampioenschap 2021 als titelverdediger. |
|  | Gekwalificeerd voor het wereldkampioenschap 2021 als gastheer.        |
|  | Naar play-offs kwalificatie wereldkampioenschap 2021                  |

| Europees kampioen vrouwen 2020 · Noorwegen · 8e titel Selectie: Emily Stang Sando, Henny Reistad, Emilie Hegh Arntzen, Veronica Kristiansen, Marit Malm Frafjord, Heidi Løke, Stine Skogrand, Nora Mørk, Stine Bredal Oftedal, Malin Aune, Silje Solberg, Kari Brattset Dale, Katrine Lunde, Marit Røsberg Jacobsen, Camilla Herrem, Sanna Solberg-Isaksen, Kristine Breistøl, Marta Tomac, Rikke Granlund. · Bondscoach: Þórir Hergeirsson. |

### Onderscheidingen

#### All-Star Team
Het All Star Team werd op 20 december 2020 bekendgemaakt.
| Positie       | Speelster             |
| ------------- | --------------------- |
| Keeper        | Sandra Toft           |
| Linkerhoek    | Camilla Herrem        |
| Linkeropbouw  | Vladlena Bobrovnikova |
| Middenopbouw  | Stine Bredal Oftedal  |
| Rechteropbouw | Nora Mørk             |
| Rechterhoek   | Jovanka Radičević     |
| Cirkelloper   | Ana Debelić           |

#### Overige onderscheidingen
| Positie                  | Speelster         |
| ------------------------ | ----------------- |
| Beste verdediger         | Line Haugsted     |
| Meest waardevolle speler | Estelle Nze Minko |

| Sandra Toft Camilla Herrem Vladlena Bobrovnikova Stine Bredal Oftedal Nora Mørk Jovanka Radičević Ana Debelić |
| All Star Team                                                                                                 |

## Statistieken

### Topscorers
| Positie | Naam                 | Goals | Schoten | %  |
| ------- | -------------------- | ----- | ------- | -- |
| 1       | Nora Mørk            | 52    | 70      | 74 |
| 2       | Jovanka Radičević    | 39    | 58      | 67 |
| 3       | Lois Abbingh         | 35    | 67      | 52 |
| 3       | Ćamila Mičijević     | 35    | 67      | 52 |
| 5       | Mia Rej              | 33    | 49      | 67 |
| 5       | Camilla Herrem       | 33    | 47      | 70 |
| 7       | Carmen Martín        | 32    | 45      | 71 |
| 8       | Alexandra Lacrabère  | 31    | 45      | 69 |
| 8       | Stine Bredal Oftedal | 31    | 59      | 53 |
| 10      | Katrin Klujber       | 30    | 52      | 58 |

### Topkeepers
| Positie | Naam              | %  | Reddingen | Schoten |
| ------- | ----------------- | -- | --------- | ------- |
| 1       | Silje Solberg     | 41 | 36        | 88      |
| 2       | Cléopâtre Darleux | 38 | 41        | 107     |
| 2       | Branka Zec        | 38 | 13        | 34      |
| 2       | Katrine Lunde     | 38 | 45        | 119     |
| 5       | Petra Kudláčková  | 36 | 42        | 116     |
| 5       | Tea Pijević       | 36 | 79        | 221     |
| 7       | Sandra Toft       | 35 | 75        | 214     |
| 7       | Althea Reinhardt  | 35 | 24        | 69      |
| 9       | Denisa Dedu       | 34 | 30        | 87      |
| 10      | Iulia Dumanska    | 32 | 34        | 105     |
| 10      | Amandine Leynaud  | 32 | 50        | 157     |

## Uitzendrechten
Rechthebbenden voor televisie en internet-uitzendingen waren:
Deelnemende landen
Groep A
- Frankrijk – beIN Sports France, TF1
- Denemarken – TV 2
- Montenegro – RTCG
- Slovenië – Radiotelevizija Slovenija

Groep B
- Rusland – Match TV
- Zweden – NENT (TV6, TV10, V Sport Extra en Viaplay)
- Spanje – TVE
- Tsjechië – AMC (Sport1)

Groep C
- Nederland – Ziggo Sport (alle wedstrijden van het Nederlandse team, halve finales en finale)
- Hongarije – AMC (Sport1)
- Servië – RTS
- Kroatië – Planet Sport

Groep D
- Roemenië – Telekom Sport, Digi Sport, Look TV
- Noorwegen – NENT (TV3 Norge en Viaplay)
- Duitsland – sportdeutschland.tv
- Polen – Eurosport Polen

Overige landen/markten
- Baltische staten: TV3 Sport
- Bosnië en Herzegovina – BHRT
- Brazilië – ESPN Brazil
- Finland – NENT (Viasat, Viaplay)
- Georgië – Silknet
- IJsland – RÚV
- Israël – Charlton Ltd.
- Italië – Eleven Sports
- Noord-Macedonië – KLAN TV
- Oostenrijk – ORF Sport+ (halve finales en finale)
- Portugal – Sport TV
- Slowakije – AMC (Sport1)
- Turkije – beIN Sports)
- Oekraïne – Poverkhnost
- Wit-Rusland – BTRC
- Wereldwijd – EHF TV

In Denemarken trokken de wedstrijden van het Deense nationale team, hoge kijkcijfers. De halve finale tussen Noorwegen en Denemarken op vrijdag 18 december op TV 2, trok 1.599.000 kijkers en de laatste groepswedstrijd tussen Denemarken en Rusland op dinsdagavond 15 december, trok 1.357.000 kijkers.